# Silniční most (Kamenný Malíkov)
Kamenný obloukový most se sochou svatého Jana Nepomuckého (most č. 1323-1) byl postaven v Kamenném Malíkově v okrese Jindřichův Hradec přes řeku Žirovnici v roce 1860. Pro hodnotný a autentický příklad dopravní technické stavby byl most v roce 1963 zapsán do Ústředního seznamu kulturních památek České republiky.

## Historie
Do roku 1860 přes řeku Žirovnici v Kamenném Malíkově stál dřevěný most. Kamenný most byl postaven malíkovskými zedníky z lomového kamene a vápna, které dodala obec. Socha svatého Jana Nepomuckého byla koupena z peněz za přijmutí, které zaplatilo pět hospodářů.

## Popis
Silniční most s jedním obloukem byl postavený přes řeku Žirovnici, mostem vede silnice III/1323. Je vybudován z lomového kamene s nájezdními zídkami, křídly a horní mostovkou. Zídky jsou kryté kamennými deskami. Na povodní straně uprostřed zídky na dvojitém hranolovém žulovém podstavci stojí litinová socha svatého Jana Nepomuckého v životní velikosti.